# Mina PFM-1

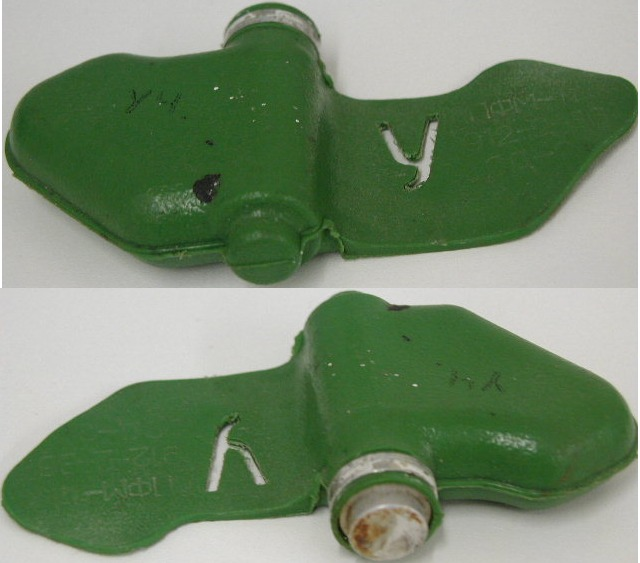
Una mina de entrenamiento PFM-1, distinguible de la versión real por la presencia de la letra cirílica У (abreviatura de учебный, uchebnyy, "para entrenamiento").

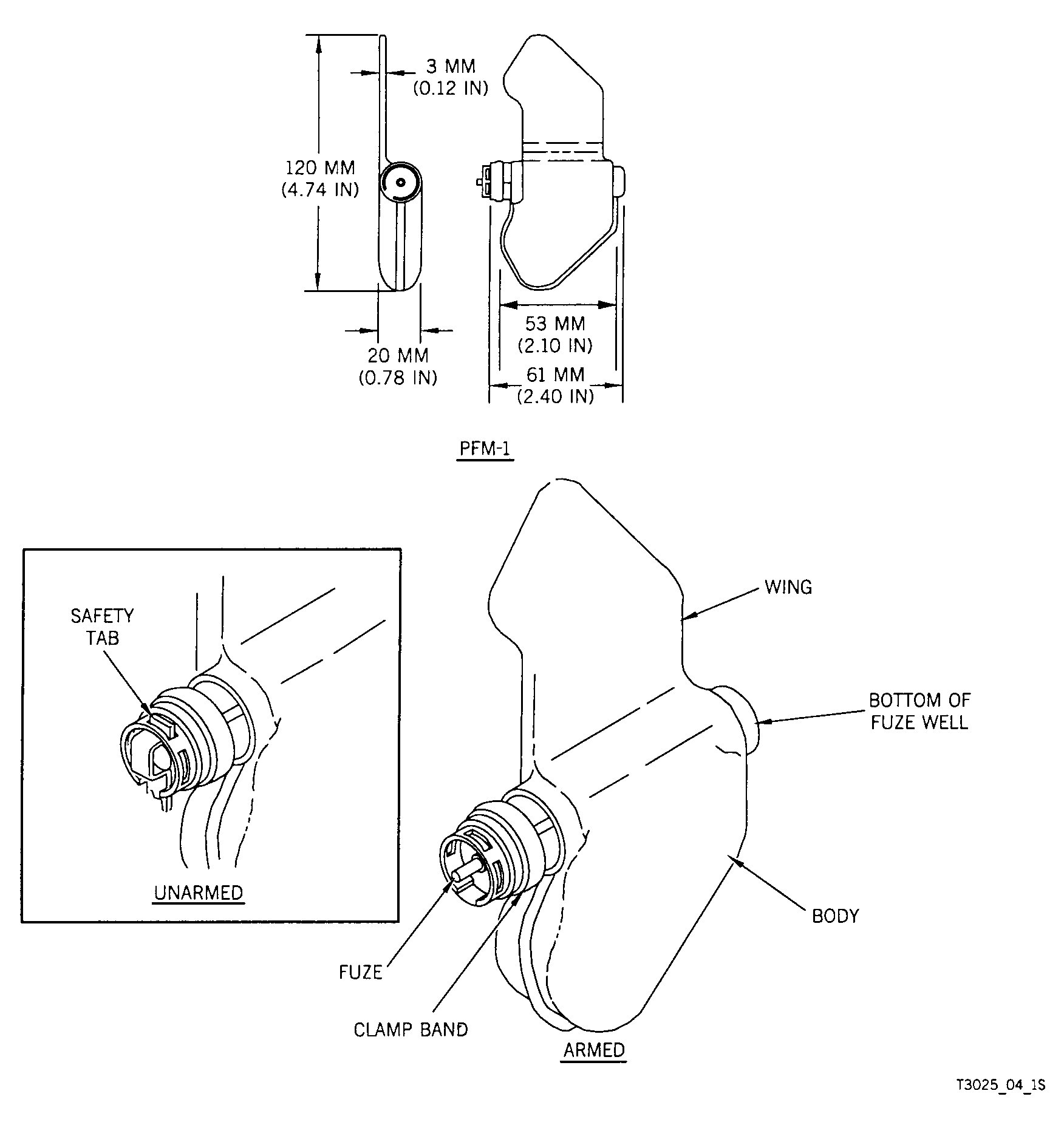
Esquema PFM-1

PFM-1 (en ruso: ПФМ-1 — Противопехотная Фугасная Мина-1) es una mina terrestre antipersonal de gran explosividad y dispersable, de producción soviética y rusa. También se le conoce como mina loro verde o mariposa (Green Parrot or Butterfly Mine). Las minas se pueden lanzar desde morteros, helicópteros y aviones en gran número; planean hasta el suelo sin explosionar y lo harán más tarde al contacto.

## Diseño
La mina consiste en un depósito de plástico de polietileno que contiene 40 g de líquido explosivo. Las dos alas del PFM-1 le permiten planear después de ser lanzado en el aire, luego girar, estabilizándolo y ralentizando su descenso. El ala gruesa contiene el explosivo líquido. Las dos alas juntas miden 120 mm (alrededor de 5 pulgadas) de largo. El cuerpo de plástico se puede producir en una variedad de colores para un mejor camuflaje. Como las minas almacenadas en Europa eran de color verde en lugar de color arena, los primeros ejemplares utilizados en Afganistán en la década de 1980 eran verdes y fácilmente visibles. Esto llevó a su nombre 'loros verdes'.
La forma y el color brillante eran atractivos para los niños, lo que inspiró afirmaciones de que fueron diseñadas deliberadamente para parecerse a un juguete. Esto fue negado por los soviéticos y, si bien las minas pusieron en peligro a los niños, no hay evidencia que sugiera que fueron diseñadas para verse atractivas.
La mina viene en dos variantes: PFM-1 y PFM-1S. La única diferencia entre las dos, es que la PFM-1S tiene un mecanismo de autoliquidación, que se activa entre 1 y 40 horas, dependiendo de las condiciones climáticas. Las minas no pueden colocarse manualmente y  solo pueden emplearse los sistemas de colocación de minas correspondientes, como la máquina de minería remota UMZ, el kit de minería portátil PKM (mortero), y los presentes en lanzacohetes múltiples, helicópteros (sistema de minas VSM-1 ) o aviones. Los sistemas remotos de colocación de minas solo pueden usar municiones en racimo que contengan minas PFM-1. Los casetes que contienen las minas PFM-1 son KSF-1 (72 PFM-1), KSF-1S (64 PFM-1S) o KSF-1S-0.5 (36 PFM-1 y 36 PFM-1S).
Debido a que la mina es tan liviana, puede ser transportada por vías fluviales y moverse río abajo después de fuertes lluvias o nieve derretida. Las minas PFM-1 son conocidas por lograr un buen camuflaje en condiciones de follaje denso, nieve o arena.

## Funcionamiento
La mina se almacena con un pasador que restringe un émbolo detonante. Una vez que se retira el pasador de armado, un resorte empuja lentamente el émbolo hacia adelante hasta que hace contacto con el detonador, momento en el que se arma.
La deformación de la piel de plástico blando de la mina ocasiona que el émbolo de armado golpee al detonador, haciendo explotar la mina. Debido a que el cuerpo de la mina es un cebador de presión acumulativa único, es extremadamente peligroso manipularla: el Museo Imperial de la Guerra afirma que "una presión superior a 5 kg activaría la mina". Sostenerlo entre el pulgar y el índice puede ser suficiente para hacerlo explotar. La carga suele ser no letal, aunque suficiente para mutilar.

## Destrucción
Las minas PFM-1(S) pueden destruirse por medios mecánicos o explosivos, no se pueden desarmar. Las minas generalmente son removidas utilizando una pala de al menos 3 metros de largo y en su construcción se utilizan materiales blandos (por ejemplo, plástico). Idealmente, el operador debe usar protección personal, como una pantalla protectora, guantes y máscara que tenga al menos 8-10 mm de PMMA, Si las minas van a ser destruidas mecánicamente, entonces deben ser impulsadas por las orugas de un vehículo blindado, o impactadas con una carga que pese al menos 60 kg. De lo contrario, el técnico debe colocar 0,2 kg de explosivo con un detonador eléctrico utilizando una cuchara de al menos 4 – 5 m de largo. El requisito de utilizar materiales blandos para la pala proviene de los fragmentos secundarios que pueden generarse como consecuencia de la explosión de la mina: si la pala tiene materiales metálicos, o si la mina está colocada sobre materiales sólidos, como el asfalto, podría generar fragmentación y potencialmente herir al desactivador o a las personas a su alrededor. Siempre hay que acercarse a las minas con precaución, ya que a veces es imposible distinguir la versión de la mina PFM-1 y el mecanismo de autodestrucción de la mina puede activarse.

## Cumplimiento de la Convención de Ottawa
En 2017, el gobierno de Bielorrusia anunció que había destruido sus reservas de minas PFM-1. Las últimas 78 minas PFM-1 en poder de Bielorrusia fueron destruidas como punto culminante de la ceremonia de clausura que marcó la eliminación de su reserva de minas terrestres.
Ucrania declaró que su reserva de minas PFM-1 en 1999 era de 6.000.000 de unidades. En una presentación de noviembre de 2008, Ucrania indicó que había destruido 101.088 minas PFM-1 según la convención en 1999. Tras el acuerdo entre el Gabinete de Ministros de Ucrania y la Agencia de Adquisiciones y Apoyo de la OTAN (NSPA, anteriormente conocida como NAMSO) el 1 de septiembre de 2012, se firmó un acuerdo tripartito entre Ucrania, NSPA y la UE, que estipulaba que la UE proporcionaría 3.689 millones de euros por la destrucción de 3,3 millones de minas. En 2013, la NSPA brindó asistencia en la destrucción de 300.000 minas. En 2014, luego del estallido de la guerra con Rusia, los representantes ucranianos no asistieron en persona pero presentaron un documento a la Tercera Conferencia de Revisión del Tratado de Prohibición de Minas, declarando que había destruido 568,248 minas desde la ratificación, con 576 minas adicionales en 2014. dejando su acopio en 5.434.672 minas. Después de no cumplir con la fecha límite del tratado de Ottawa de noviembre de 2018 sobre la destrucción de sus minas antipersonal, Ucrania solicitó que la fecha límite se extendiera hasta el 1 de junio de 2021, y luego solicitó una nueva extensión el 8 de junio de 2020. En 2019 se destruyeron 67.236 minas. En medio del conflicto continuo en la región de Donbas, en 2020 Ucrania se negó a destruir las minas PFM-1. En 2021, la reserva de PFM-1 de Ucrania se informó en 3.363.828 minas.

## Empleo

### Afganistán

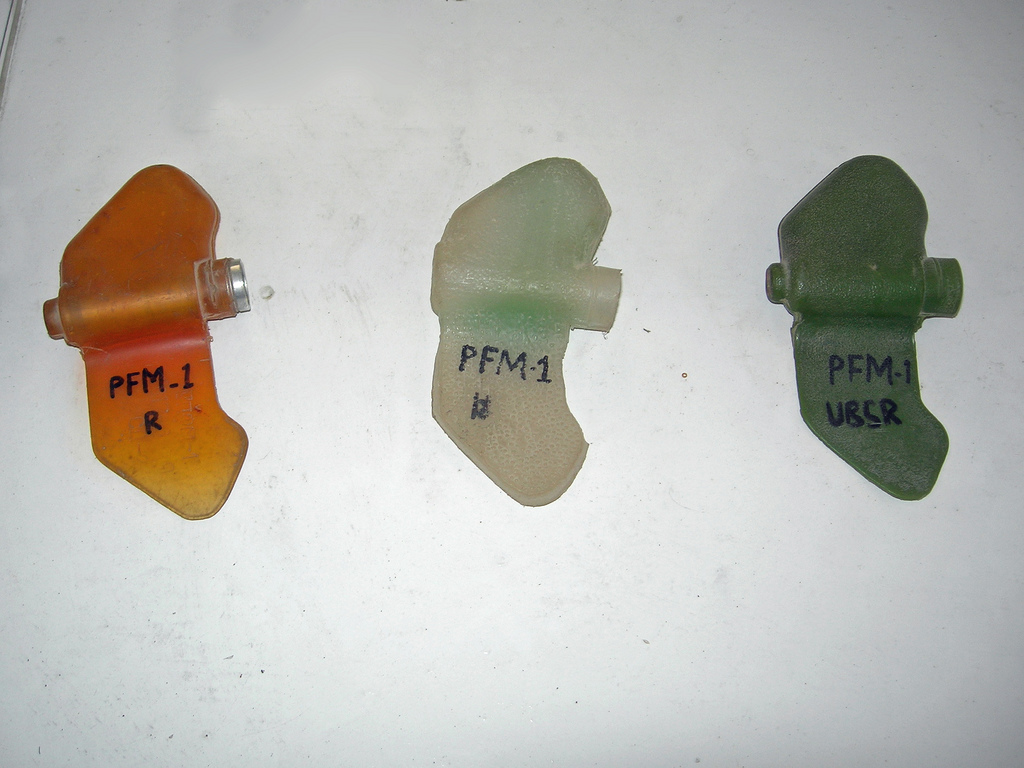
Minas "Mariposa", Museo de minas OMAR en Kabul, 2008

La PFM-1 se utilizó durante la invasión soviética de Afganistán, lo que supuestamente resultó en un gran número de víctimas entre los niños. que confundieron la mina con un juguete, debido a su forma y color.

### Ucrania
El gobierno ucraniano alegó que Rusia desplegó minas PFM-1 durante la invasión rusa de Ucrania en 2022. Al comienzo de la invasión, en marzo de 2022, la Deutsche Welle no encontró pruebas que respaldaran la acusación. En junio, Human Rights Watch (HRW) informó que Rusia había utilizado "al menos siete tipos de minas antipersonal en al menos cuatro regiones de Ucrania: Donetsk, Járkov, Kiev y Sumy", pero no pudo determinar el uso de PFM-1 en la sesión correspondiente.
En el verano de 2022, HRW no encontró información creíble sobre el uso de minas antipersonales en Ucrania, pero dijo en enero de 2023 que su equipo "vio evidencia física del uso de minas antipersonales PFM en siete de las nueve áreas alrededor de Izium", en el Óblast Járkov, e instó al gobierno ucraniano a investigar el posible uso de PFM por parte de sus fuerzas.
En Donetsk, controlado por Rusia, muchos PFM-1 estaban ampliamente dispersos, y fuentes rusas y locales acusaron al ejército ucraniano de ser responsable de su despliegue. Se han reportado bajas, la más destacada de las cuales fue la influencer rusa Semfira Sulejmanova. Según los informes, otro influencer ruso, Semyon Pegov, resultó herido en la pierna y fue hospitalizado como resultado de estas minas.

## Armas similares
El PFM-1 es muy similar a la mina terrestre BLU-43, que fue utilizada por el Ejército de EE. UU. en la Operación Igloo White en Laos durante la Guerra de Vietnam. Según un documento militar de los EE. UU., el ejército soviético creó el PFM-1 después de la ingeniería inversa del BLU-43.

## Especificaciones (PFM-1S)
- Dimensiones:[8] 119 milímetros × 64 milímetros × 20 milímetros
- Presión de activación:[10][8] 5.1–25.5 kilopondios de explosivo líquido VS-6D
- Peso:[10][8]
  - Mina: 0.08 kg (2,8 onz)
  - Carga: 0.04 kg (1,4 onz)
  - Casete KSF-1 : 9.2 kg (20 libras)
- Vida útil:[10][8] 10 años
- Rango de temperatura de uso[8]: −40 to 50 °C (−40 a 122 °F)
- Fusible: MVDM/VGM-572 (МВВДМ ВГММ-572)
- Plazo de autoliquidación: [10] 1–40 horas